# Даугуле Анастасія Віліївна
Анастасія Віліївна Даугуле  — українська телеведуча. Заслужена журналістка України (2011). Ведуча телеканалу
«Інтер» та «Єдині новини»..

## Біографія
Народилася 18 листопада 1986 року в Ризі.
Після закінчення гімназії, вступилою навчання до Харківського національного університету імені В. Н. Каразіна, навчалася на кафедрі античності історичного факультету зі спеціалізацією «Історія Стародавнього Риму», паралельно вивчаючи політологію[джерело?].

### Робота на телебачення
На телебачення потрапила ще в студентські роки, влаштувавшись стажисткою в групу інформаційного мовлення на одному з перших харківських недержавних каналів А/ТВК[джерело?].
Працювала репортеркою, редакторкою, авторкою і ведучою власних проєктів.
З 2007 року — спеціальна кореспондентка телеканалу «Інтер».
З 2011 року — ведуча програми «Подробиці».
З 1 вересня 2014 року — ведуча програми «Ранок з Інтером» і музично-розважального проєкту «Місце зустрічі».

### Плавання
В 2019 році Анастасія брала участь у запливі «Dardanelles Swimming Race», який проходив у Туреччині і заради якого раз на рік перекривають стратегічну протоку Дарданелли. Телеведуча була єдиним представником України і стала офіційним фінішером міжконтинентального запливу. Крім того, влітку того ж року взяла участь в декількох найбільших запливах на відкритій воді. Серед них — «Le Défi de Monte-Cristo» («Виклик Монте-Крісто») у Франції, турнір «OCEANMAN» в Бенідормі в Італії і Міжнародний заплив через Дніпро в Україні (в найширшій його частині, уздовж Черкаської дамби).
В 2021 році, ведуча Анастасія Даугулє взяла участь у «Запливі через Босфор», що відбувся 22 серпня у Стамбулі під егідою Національного олімпійського комітету Туреччини і втретє здолала протоку, що сполучає Мармурове та Чорне моря.